# Fifty Fifty
FIFTY FIFTY (tiếng Hàn: 피프티 피프티; Romaja: Pipeuti Pipeuti) là một nhóm nhạc nữ của Hàn Quốc được thành lập vào ngày 18 tháng 11 năm 2022 bao gồm 5 thành viên hiện tại là Keena, Chanelle Moon, Yewon, Hana và Athena. Nhóm nằm dưới sự quản lí của Attrakt, một hãng thu âm độc lập. Fifty Fifty chính thức có màn ra mắt công chúng với EP đầu tay The Fifty. Nhóm được biết đến rộng rãi với công chúng toàn thế giới với bản hit "Cupid" được ra mắt vào ngày 23 tháng 2 năm 2023. Nhờ bản hit này, Fifty Fifty đã trở thành nhóm nhạc nữ lọt vào BXH Billboard và UK Singles Chart nhanh nhất trong lịch sử K-pop khi chỉ mới ra mắt được 4 tháng. Ngoài ra, còn là nhóm nhạc nữ K-pop đầu tiên lọt vào Top 10 của UK Charts . Tháng 4/2023, Fifty Fifty đã kí hợp đồng với hãng thu âm Warner Records trực thuộc Warner Music.

## Tên gọi
Tên nhóm "Fifty Fifty" có nghĩa là "50 vs 50", lần lượt có nghĩa là "above" (ở trên) và "reality" (thực tế). Tên nhóm cho thấy sự cùng tồn tại, trong các phần bằng nhau, của một lý tưởng đầy hy vọng và một thực tế khắc nghiệt, và hy vọng của họ sẽ là toàn bộ 100 với người hâm mộ của họ.

## Thành viên
- Chú thích: In đậm là trưởng nhóm

| Nghệ danh      | Nghệ danh | Tên khai sinh        | Tên khai sinh  | Tên khai sinh | Tên khai sinh     | Ngày sinh         | Nơi sinh                            | Quốc tịch                     |
| Latinh         | Hangul    | Latinh               | Hangul         | Hanja         | Hán-Việt          | Ngày sinh         | Nơi sinh                            | Quốc tịch                     |
| Keena          | 키나      | Issei Yuni           | 유니 잇세이    | ゆに一成      | Tống Lưu Ni       | 9 tháng 7, 2002   | Dong-gu, Daejeon, Hàn Quốc          | Nhật Bản                      |
| Chanelle Moon  | 문샤넬    | Chanelle Moon Thomas | 샤넬 문 토마스 | 文夏奈爾      | Văn Hạ Nại Nhĩ    | 14 tháng 6, 2003  | Los Angeles, California, Hoa Kỳ     | Hoa Kỳ, Hàn Quốc              |
| Chanelle Moon  | 문샤넬    | Moon Chanelle        | 문샤넬         | 文夏奈爾      | Văn Hạ Nại Nhĩ    | 14 tháng 6, 2003  | Los Angeles, California, Hoa Kỳ     | Hoa Kỳ, Hàn Quốc              |
| Yewon          | 예원      | Son Yewon            | 손예원         | 孫叡源        | Tôn Duệ Nguyên    | 18 tháng 3, 2005  | Mapo-gu, Seoul, Hàn Quốc            | Hàn Quốc                      |
| Hana           | 하나      | Lim Haram            | 임하람         | 林夏藍        | Lâm Hạ Lam        | 5 tháng 9, 2006   | Eunpyeong-gu, Seoul,Hàn Quốc        | Hàn Quốc                      |
| Athena         | 아테나    | Athena Yang          | 아테나 양      | 楊子嫻        | Dương Nhã Điển Na | 15 tháng 3, 2007  | Stockholm, Thụy Điển                | Thụy Điển, Hàn Quốc, Đài Loan |
| Athena         | 아테나    | Yang Athena          | 양아테나       | 楊子嫻        | Dương Nhã Điển Na | 15 tháng 3, 2007  | Stockholm, Thụy Điển                | Thụy Điển, Hàn Quốc, Đài Loan |
| Cựu thành viên |           |                      |                |               |                   |                   |                                     |                               |
| Saena          | 새나      | Jeong Sehyun         | 정세현         | 鄭洗弦        | Trịnh Tiển Huyền  | 12 tháng 3, 2004  | Haeundae-gu, Busan, Hàn Quốc'       | Hàn Quốc                      |
| Sio            | 시오      | Jeong Jiho           | 정지호         | 鄭支淏        | Trịnh Chi Hạo     | 6 tháng 10, 2004  | Yeosu, Jeollanam-do, Hàn Quốc       | Hàn Quốc                      |
| Aran           | 아란      | Jeong Eunah          | 정은아         | 鄭恩雅        | Trịnh Ân Nhã      | 11 tháng 10, 2004 | Hongcheon-gun, Gangwon-do, Hàn Quốc | Hàn Quốc                      |